# Design de serviços
Design de serviços é a atividade de planejamento e organização de um serviço, a fim de melhorar sua qualidade e a interação entre o prestador de serviços e seus usuários. O design do serviço pode funcionar como uma forma de informar alterações em um serviço existente ou criar um novo serviço inteiramente. 
O design de serviços utiliza métodos e ferramentas derivadas de diferentes disciplinas, que vão desde a etnografia até a ciência da informação e gestão ao design de interação. Conceitos e ideias de design de serviço são tipicamente retratados visualmente, utilizando diferentes técnicas de representação de acordo com a cultura, habilidade e nível de compreensão dos stakeholders envolvidos nos processos de serviço (Krucken e Meroni, 2006).

## Definição

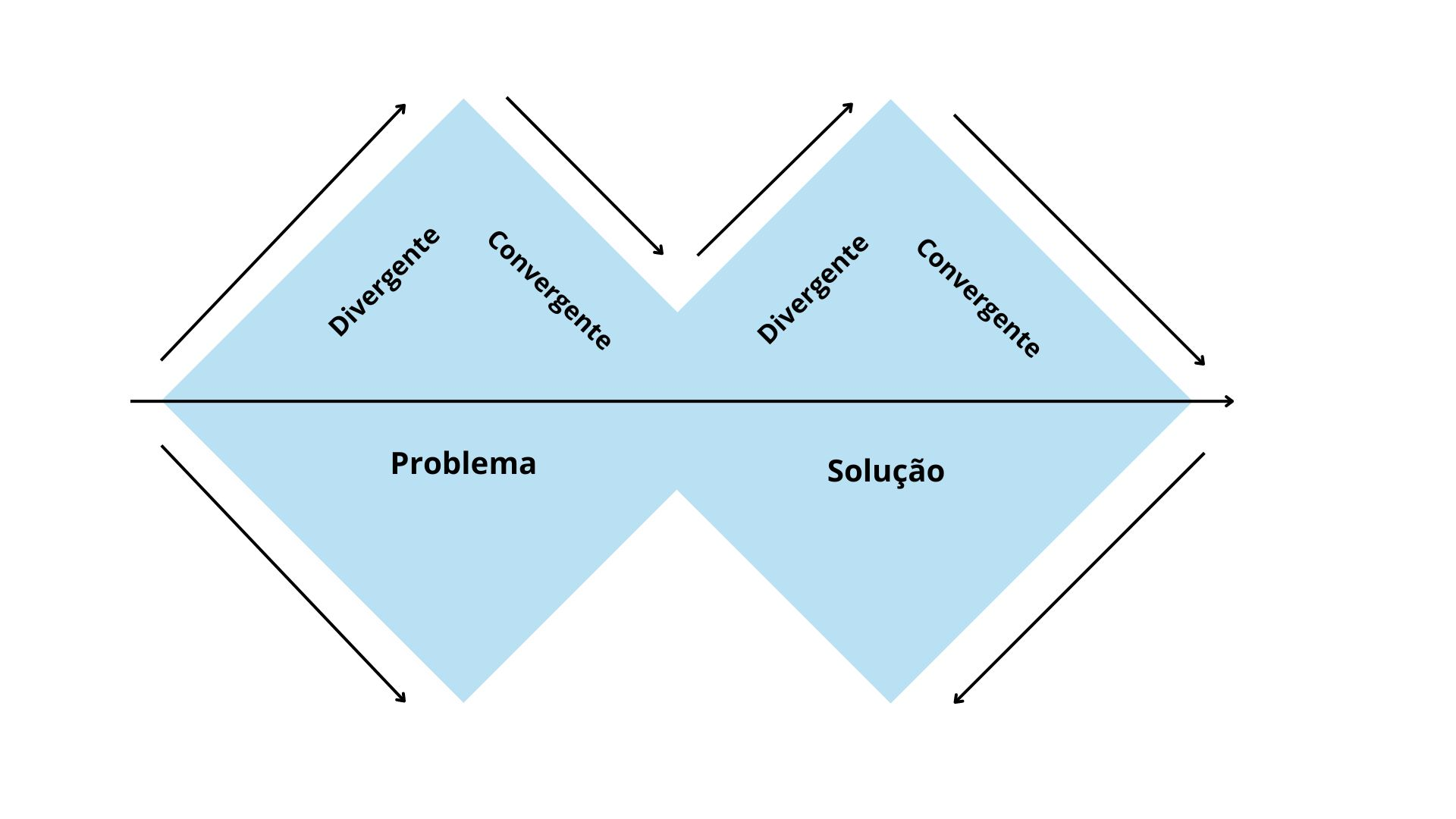
Ilustração do diagrama Diamante Duplo usando em Design de Serviço

Vários dos autores da teoria do design de serviços, incluindo Pierre Eiglier, Richard Normann, e Nicola Morelli, propõem que os serviços venham a existir no mesmo momento em que são fornecidos e usados. Em contrapartida, os produtos são criados e "existem" antes de serem comprados e usados. Embora um designer possa prescrever a configuração exata de um produto, ele não pode prescrever da mesma forma o resultado da interação entre usuários e prestadores de serviços, nem pode prescrever a forma e características de qualquer valor emocional produzido pelo serviço.
A prática de design de serviço pode ser tangível e intangível, podendo envolver artefatos ou outros elementos, como comunicação, ambiente e comportamento. Consequentemente, o design do serviço é uma atividade que, entre outras coisas, sugere padrões comportamentais ou "scripts" para os atores que interagem no serviço. Entender como esses padrões se entrelaçam e apoiam uns aos outros são aspectos importantes do caráter de design e serviço. Isso permite maior liberdade do usuário e melhor adaptabilidade do provedor às necessidades dos usuários.

## História
As contribuições iniciais para o design de serviços foram feitas por G. Lynn Shostack, uma gerente de banco e consultora, na forma de artigos e livros escritos. A atividade de concepção de um serviço foi considerada parte do domínio das disciplinas de marketing e gestão nos primeiros anos. Por exemplo, em 1982, Shostack propôs a integração do design de componentes materiais (produtos) e componentes imateriais (serviços). Este processo de design, de acordo com Shostack, pode ser documentado e codificado usando um "service blueprint" para mapear a sequência de eventos em um serviço e suas funções essenciais de forma objetiva e explícita.
O Servicescape é um modelo desenvolvido por B.H. Booms e Mary Jo Bitner para focar no impacto do ambiente físico no qual ocorre um processo de serviço e explicar as ações das pessoas dentro do ambiente de serviço, com vistas à concepção de ambientes que atinjam metas organizacionais em termos de alcançar as respostas desejadas.